# シャク属
シャク属（シャクぞく、学名：Anthriscus、和名漢字表記：杓属）はセリ科の属の一つ。

## 特徴
一年草、越年草または多年草。茎は上部で分枝する。葉に柄があり羽状複葉になる。花は複散形花序になり、複散形花序の下の総苞片は無いかあっても2個、小花序の下の小総苞片は下に反曲する。萼筒の先の萼歯片は無い。花弁は5弁で白色、花序の周辺花の外側2花弁が大きい。果実は卵形から線形で、先端は細まり、表面は無毛か刺毛、こぶ状突起がある。分果の隆条はあまり発達せず、油管もない。
旧世界に約20種が知られ、日本では1種が分布する。

## 種

### 日本の種
- シャク Anthriscus sylvestris (L.) Hoffm. subsp. sylvestris
  - オニジャク Anthriscus sylvestris (L.) Hoffm. subsp. nemorosa (M.Bieb.) Koso-Pol.

### 帰化種、外国の種
- Anthriscus abortiva
- Anthriscus caucalis
- チャービル Anthriscus cerefolium
- Anthriscus neglecta
- Anthriscus nemorosa
- Anthriscus nitida
- Anthriscus sativa
- Anthriscus tuberculata
- ノハラジャク Anthriscus vulgaris